# Elektrische Tatrabahn
| Kopfbahnhof Streckenanfang und quer (Strecke außer Betrieb) · Strecke von rechts (außer Betrieb)          | 0,000    | Poprad-Tatry TEŽ Anschluss von Podolínec und            | Poprad-Tatry TEŽ Anschluss von Podolínec und            |
| Turmbahnhof geradeaus oben und Streckenanfang · Kreuzung geradeaus oben (Strecke geradeaus außer Betrieb) | 0,000    | Poprad-Tatry TEŽ von Hauptbahn Košice–Žilina            | Poprad-Tatry TEŽ von Hauptbahn Košice–Žilina            |
| Strecke · Haltepunkt / Haltestelle (Strecke außer Betrieb)                                                | 0,70     | Veľká zastávka                                          | Veľká zastávka                                          |
| Abzweig geradeaus und nach rechts · Strecke (außer Betrieb)                                               |          | zum Depot                                               | zum Depot                                               |
| Strecke · Haltepunkt / Haltestelle (Strecke außer Betrieb)                                                | 1,70     | Veľká                                                   | Veľká                                                   |
| Strecke nach links · Abzweig ehemals geradeaus und von rechts                                             | 3,703,20 | Ende Neutrassierung 1991                                | Ende Neutrassierung 1991                                |
| Haltepunkt / Haltestelle                                                                                  | 5,132    | Veľký Slavkov (mit Ausweiche)                           | Veľký Slavkov (mit Ausweiche)                           |
| Haltepunkt / Haltestelle                                                                                  | 8,335    | Nová Lesná                                              | Nová Lesná                                              |
| Haltepunkt / Haltestelle                                                                                  | 10,064   | Pod lesom (mit Ausweiche)                               | Pod lesom (mit Ausweiche)                               |
| Haltepunkt / Haltestelle                                                                                  | 10,805   | Dolný Smokovec                                          | Dolný Smokovec                                          |
| Abzweig geradeaus und von rechts                                                                          |          | von Tatranská Lomnica                                   | von Tatranská Lomnica                                   |
| Bahnhof                                                                                                   | 13,075   | Starý Smokovec                                          | Starý Smokovec                                          |
| Haltepunkt / Haltestelle                                                                                  | 13,624   | Nový Smokovec                                           | Nový Smokovec                                           |
| ehemaliger Haltepunkt / Haltestelle                                                                       | 13,70    | Smokovec zátišie                                        | Smokovec zátišie                                        |
| Haltepunkt / Haltestelle                                                                                  | 14,150   | Sibír                                                   | Sibír                                                   |
| Haltepunkt / Haltestelle                                                                                  | 15,209   | Tatranské Zruby                                         | Tatranské Zruby                                         |
| ehemaliger Haltepunkt / Haltestelle                                                                       | 16,40    | Tatranský domov                                         | Tatranský domov                                         |
| Haltepunkt / Haltestelle                                                                                  | 16,824   | Tatranská Polianka (mit Ausweiche)                      | Tatranská Polianka (mit Ausweiche)                      |
| Haltepunkt / Haltestelle                                                                                  | 18,365   | Danielov Dom                                            | Danielov Dom                                            |
| Haltepunkt / Haltestelle                                                                                  | 19,773   | Nová Polianka                                           | Nová Polianka                                           |
| Haltepunkt / Haltestelle                                                                                  | 22,302   | Vyšné Hágy (mit Ausweiche)                              | Vyšné Hágy (mit Ausweiche)                              |
| ehemaliger Haltepunkt / Haltestelle                                                                       | 26,40    | Štôla (mit Ausweiche)                                   | Štôla (mit Ausweiche)                                   |
| Haltepunkt / Haltestelle                                                                                  | 27,421   | Popradské Pleso                                         | Popradské Pleso                                         |
| Abzweig ehemals geradeaus und nach links · Strecke von rechts                                             | 28,60    | Beginn Neutrassierung 1970                              | Beginn Neutrassierung 1970                              |
| Haltepunkt / Haltestelle (Strecke außer Betrieb) · Strecke                                                | 29,00    | Nové Štrbské pleso                                      | Nové Štrbské pleso                                      |
| Strecke (außer Betrieb) · Bahnhof                                                                         | 29,063   | Štrbské Pleso                                           | Štrbské Pleso                                           |
| Strecke (außer Betrieb) · Strecke nach links                                                              |          | Zahnradbahn nach Štrba                                  | Zahnradbahn nach Štrba                                  |
| |          |                                                         |                                                         |
| Kopfbahnhof Streckenende (Strecke außer Betrieb)                                                          | 29,90    | Štrbské Pleso Anschluss an Zahnradbahn nach Štrba (alt) | Štrbské Pleso Anschluss an Zahnradbahn nach Štrba (alt) |

| Strecke                             |       | von Štrbské Pleso                                                    | von Štrbské Pleso                                                    |
| Bahnhof                             | 0,000 | Starý Smokovec                                                       | Starý Smokovec                                                       |
| Abzweig geradeaus und nach rechts   |       | nach Poprad-Tatry                                                    | nach Poprad-Tatry                                                    |
| Haltepunkt / Haltestelle            | 0,977 | Pekná Výhliadka                                                      | Pekná Výhliadka                                                      |
| Haltepunkt / Haltestelle            | 1,642 | Horný Smokovec                                                       | Horný Smokovec                                                       |
| Haltepunkt / Haltestelle            | 3,281 | Tatranská Lesná                                                      | Tatranská Lesná                                                      |
| ehemaliger Haltepunkt / Haltestelle | 3,60  | Stará Lesná (bis 1987)                                               | Stará Lesná (bis 1987)                                               |
| Haltepunkt / Haltestelle            | 4,546 | Stará Lesná (seit 1987)                                              | Stará Lesná (seit 1987)                                              |
|                                     |       |                                                                      |                                                                      |
| Kopfbahnhof Streckenende            | 5,938 | Tatranská Lomnica TEŽ Anschluss an Normalspurbahn nach Studený Potok | Tatranská Lomnica TEŽ Anschluss an Normalspurbahn nach Studený Potok |
|                                     |       |                                                                      |                                                                      |
| Quellen:                            |       |                                                                      |                                                                      |

Als Elektrische Tatrabahn (slowakisch Tatranská elektrická železnica, TEŽ; ungarisch Tátrai villamosvasút) werden die elektrisch betriebenen Schmalspurbahnen in der slowakischen Hohen Tatra bezeichnet. Erbaut von der k.k. priv. Kaschau-Oderberger Bahn, sollten die Strecken die Hohe Tatra für den Tourismus erschließen. Die Tatrabahn stellt heute das wichtigste öffentliche Verkehrsmittel im slowakischen Teil der Hohen Tatra dar.

## Geschichte
Die Entwicklung des Tourismus in der Hohen Tatra begann mit der Inbetriebnahme der Kaschau-Oderberger Bahn im Jahre 1871. Durch die Fertigstellung der Waagtalbahn 1878 rückte die Tatra noch näher an Pozsony (Pressburg) und Wien heran. Von Wien aus war der Reiseweg zur Tatra nun kürzer als der nach Tirol. Ab 1896 führte eine Zahnradbahn vom Bahnhof Csorba aus ins Gebirge.
Zur Verbindung der Kurorte am Südfuß der Tatra richtete man 1904 die Gleislose Bahn Poprad–Starý Smokovec, die aber wegen technischer und wirtschaftlicher Schwierigkeiten schon 1906 wieder eingestellt werden musste.
Im selben Jahr begann die Tátrai Villamos HÉV (Tatra Elektrische Lokalbahn) von Poprad (Deutschendorf) aus mit dem Bau einer meterspurigen elektrischen Lokalbahn nach Starý Smokovec (deutsch Altschmecks, ungarisch Ótátrafüred) und Štrbské Pleso sowie nach Tatranská Lomnica (Tatralomnitz). Der Linienverkehr mit Triebwagen begann am 20. Dezember 1908 auf der 13,6 km langen Teilstrecke von Poprad nach Starý Smokovec. Ursprünglich war für diesen ersten Abschnitt eine Fahrdrahtspannung von 550 V Gleichspannung gewählt worden. Die Teilstrecke von Starý Smokovec nach Tatranská Lomnica wurde am 16. Dezember 1911, jene von Starý Smokovec nach Štrbské Pleso am 13. Dezember 1912 eröffnet. Ab dieser Zeit wurden die elektrischen Anlagen modernisiert und mit einer Einspeisung von 1500 V Gleichspannung betrieben. Die Trennstelle der Einspeisung war in Starý Smokovec. Mit elektrischer Energie versorgt wurde die Bahn von einem Dampfkraftwerk in Poprad.

Eisenbahnnetz in der Hohen Tatra

Interessant war bei der Trennstelle in Starý Smokovec auch ein Akkumulator mit 794 Gliedern. Er glich Spannungsschwankungen aus und diente gleichzeitig als Notspeisung bei Ausfall des Kraftwerkes. In solch einem Fall konnten die Züge mit der Energie der Batterie bis zur nächsten Station weiter fahren.
Die Bahngesellschaft erhielt 1913 die Konzession zum Bau der Bahnstrecke von Štrbské Pleso weiter nach Podbanské, weitere überlegte man eine Verlängerung nach Liptovský Hrádok, einen Abzweig Richtung Popradské pleso (deutsch Poppersee) sowie eine Verlängerung von Tatranská Lomnica nach Tatranská Kotlina und sogar weiter nach Levoča (deutsch Leutschau). All diese Pläne wurden mit dem Ausbruch des Ersten Weltkriegs verworfen und nie wieder aufgenommen.
In den Jahren 1965–1969 wurden die Strecken umfassend modernisiert. Im Reisezugverkehr kamen nunmehr 18 neue straßenbahnähnliche Gelenktriebwagen der Baureihe 420.95 zum Einsatz, welche von ČKD Tatra in Prag geliefert wurden.
Ende der 1980er Jahre wurde die Strecke im Stadtgebiet von Poprad neu trassiert. Seitdem mündet die Strecke rechtwinklig von Norden kommend in den Bahnhof Poprad-Tatry ein und endet an einem Hochbahnsteig über den normalspurigen Gleisen der Hauptstrecke Žilina–Košice.
Mit der Indienststellung von 15 Fahrzeugen der Baureihe 425.95 (Typ Stadler GTW) wurden die alten Fahrzeuge Baureihe 420.95 ab 2000 ausgemustert und verschrottet.
Am 19. November 2004 zerstörte ein Orkan große Teile der Waldgebiete im Süden der Hohen Tatra. Dabei wurden durch umgestürzte Bäume alle in den Waldgebieten gelegenen Streckenabschnitte unbefahrbar. Erst zu Ostern 2005 konnte im Abschnitt Poprad–Starý Smokovec der Zugverkehr wieder aufgenommen werden. Am 27. Mai 2005 waren alle Streckenabschnitte wieder instand gesetzt. Dabei mussten insgesamt über 300 Fahrleitungsmasten provisorisch wieder aufgerichtet oder neu aufgebaut werden.
Im Herbst 2018 wurden bei Stadler in der Schweiz fünf neue Fahrzeuge der Baureihe 495.95 bestellt, die sowohl für die Zahnradbahn Štrba–Štrbské Pleso als auch für das im Adhäsionsbetrieb befahrene Netz genutzt werden können. Sie basieren ebenfalls auf dem Stadler GTW.

## Galerie

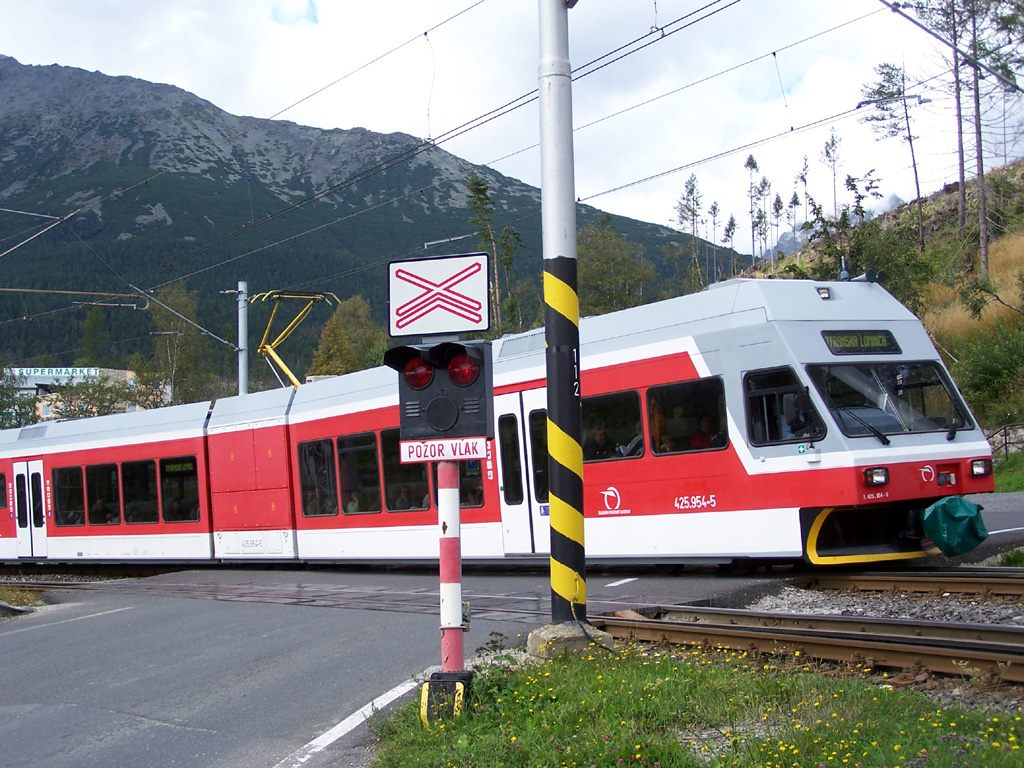
ZSSK-Baureihe 425.95, seit 2000
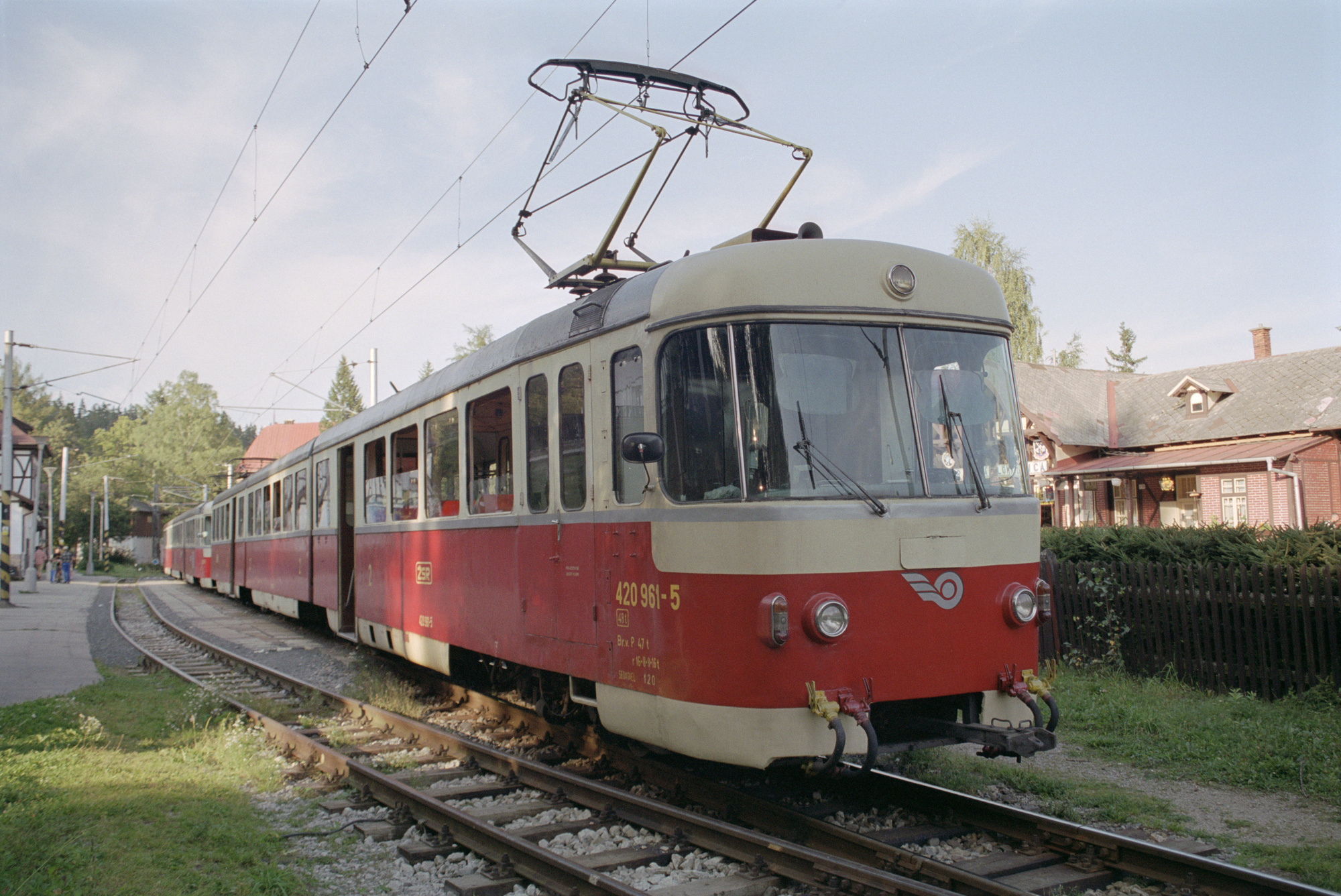
Baureihe 420.95, bei der Tatrabahn 1967–2003
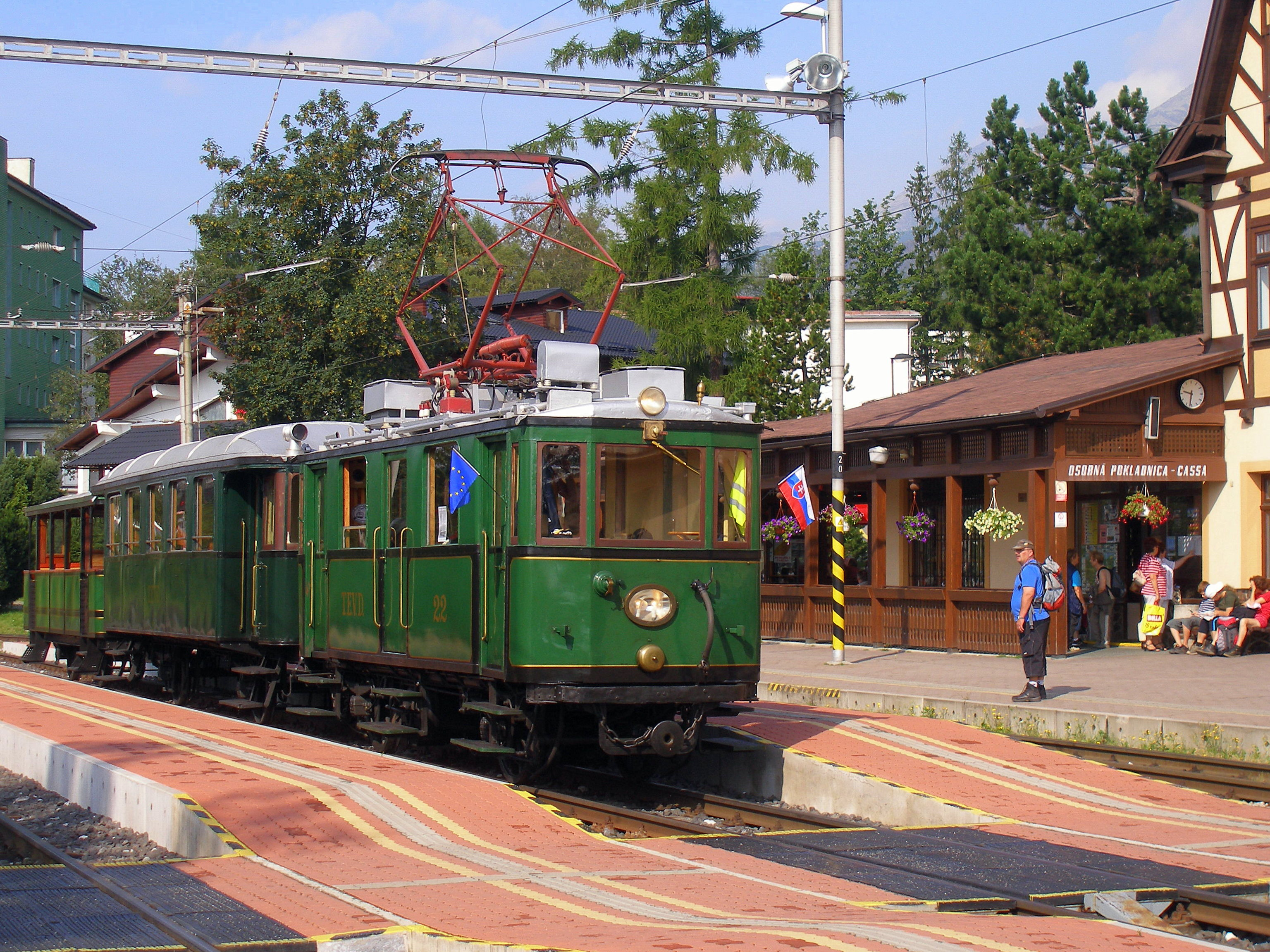
Historischer Zug in Starý Smokovec
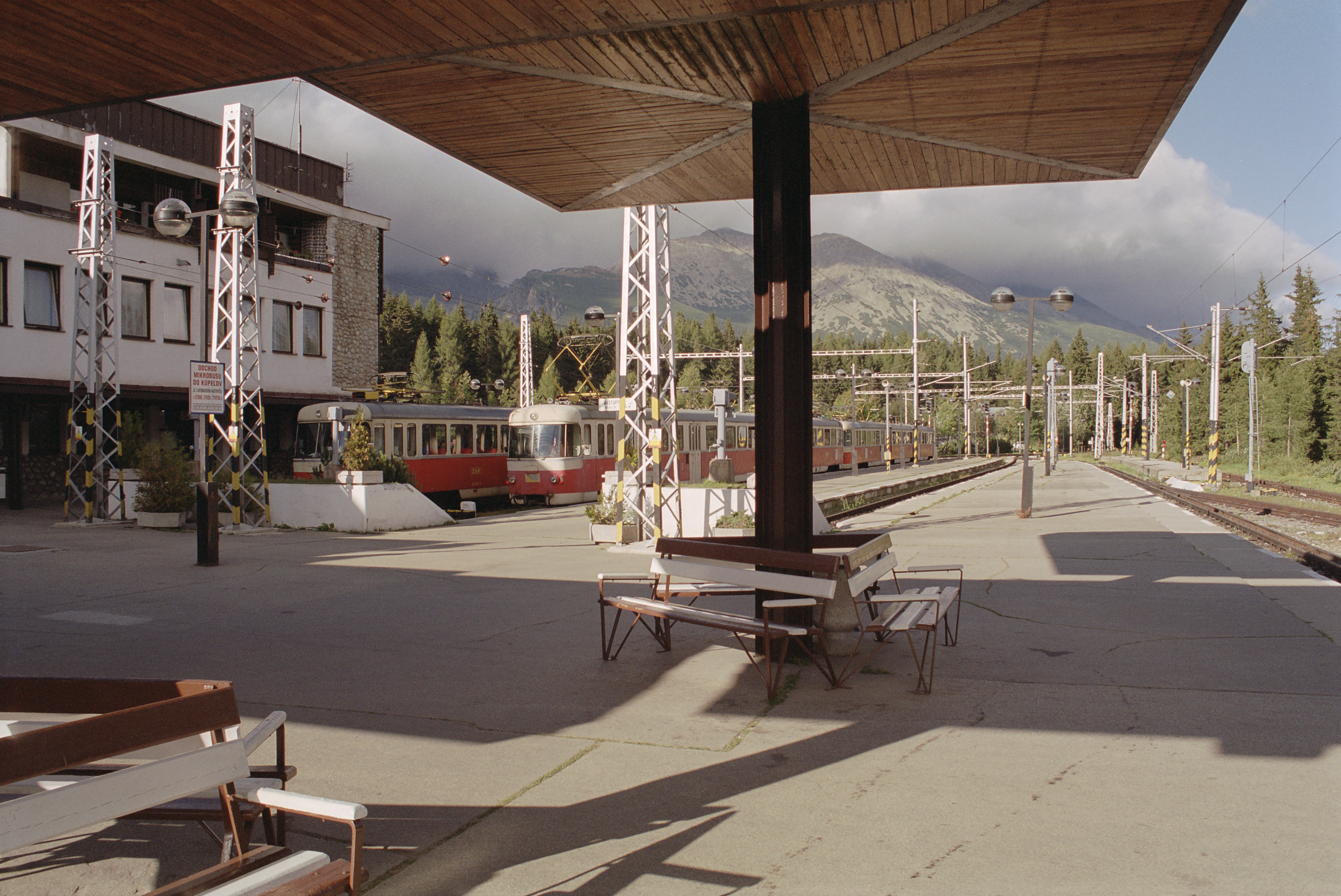
Bahnhof Štrbské Pleso
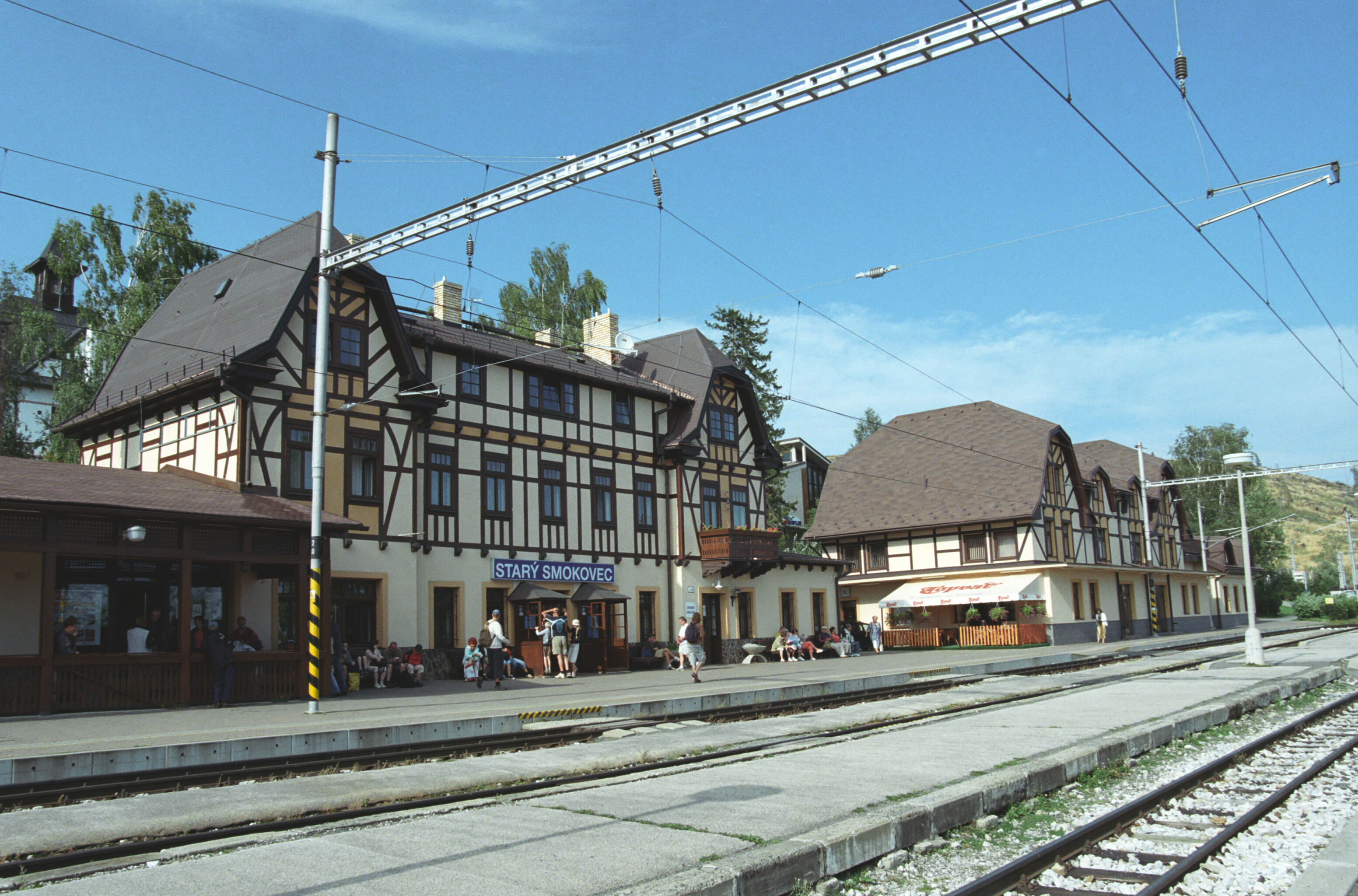
Bahnhof Starý Smokovec
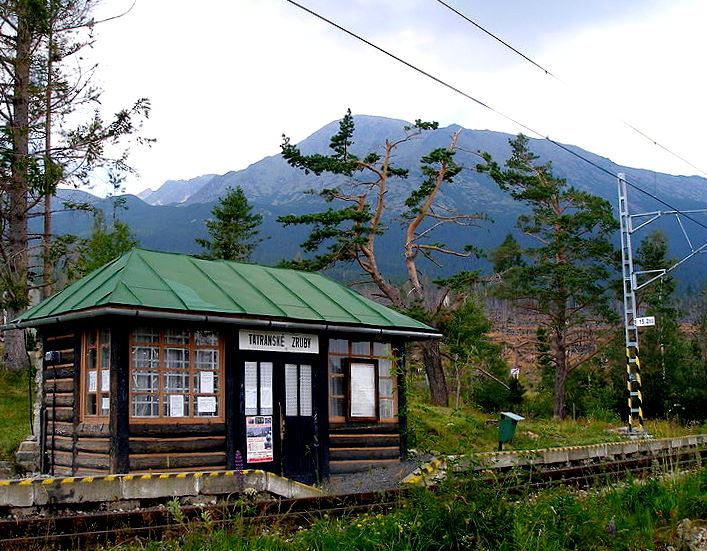
Haltepunkt Tatranské Zruby
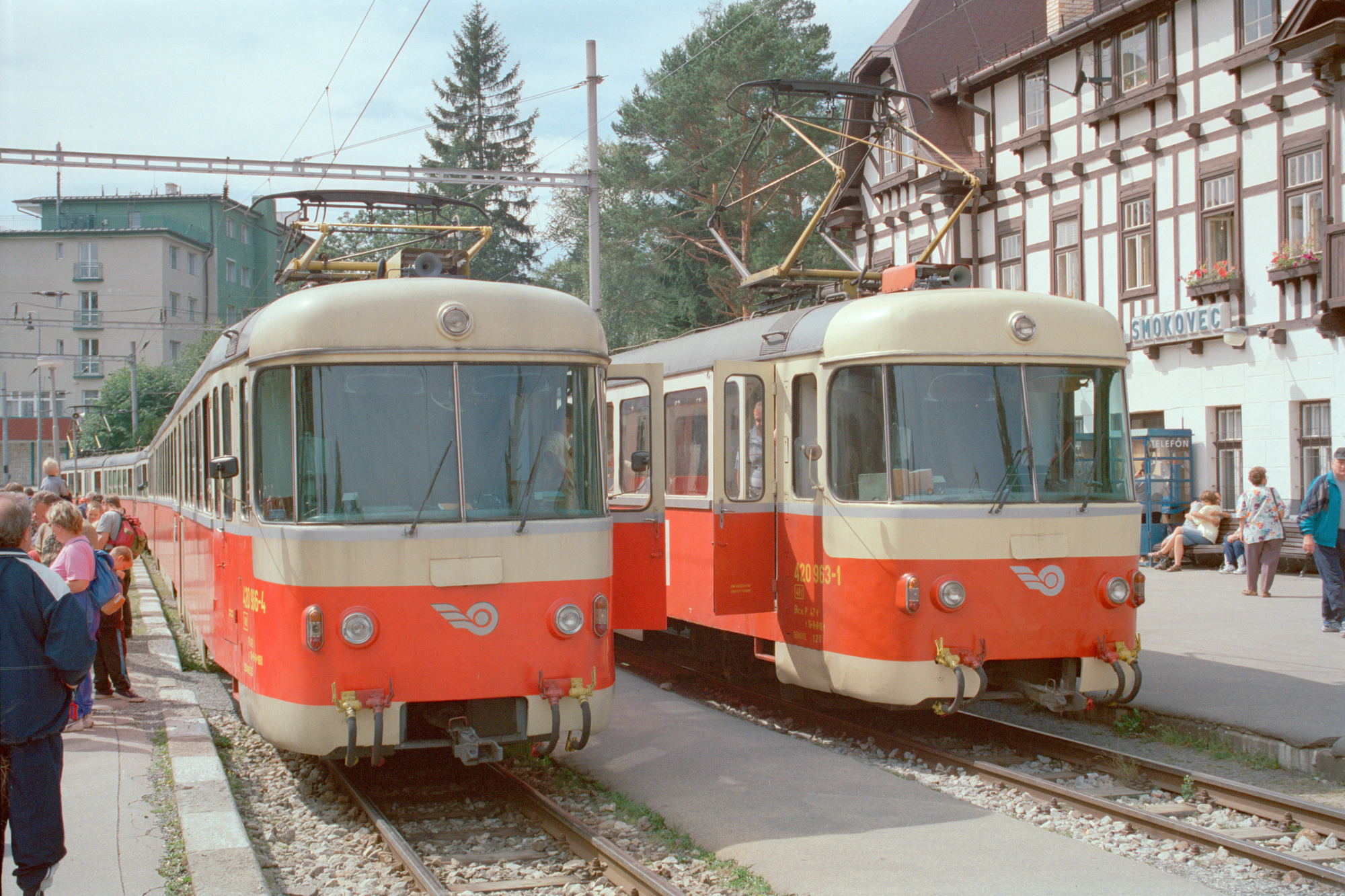
Bahnhof Starý Smokovec, Baureihe 420.95
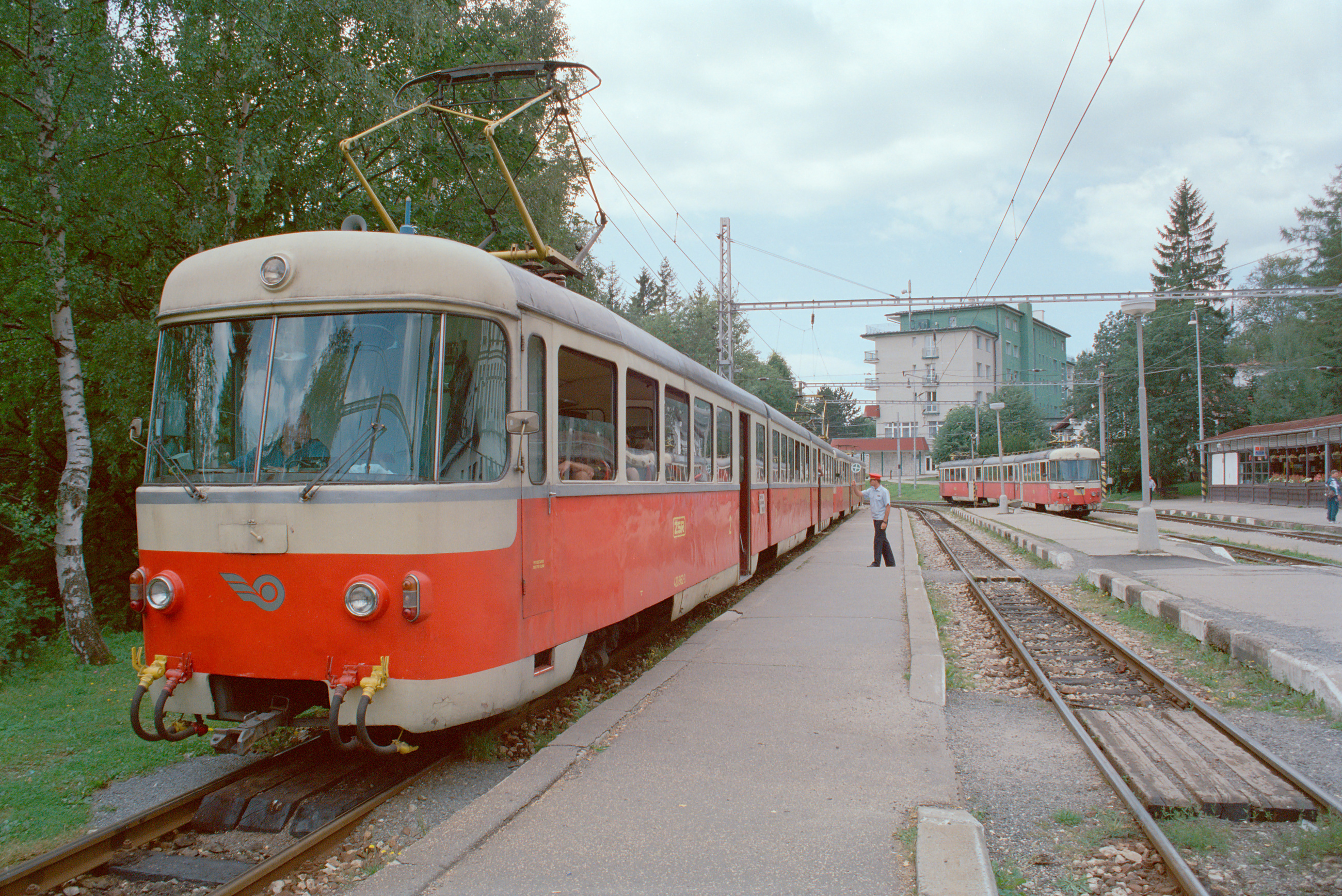
Baureihe 420.95 in Starý Smokovec
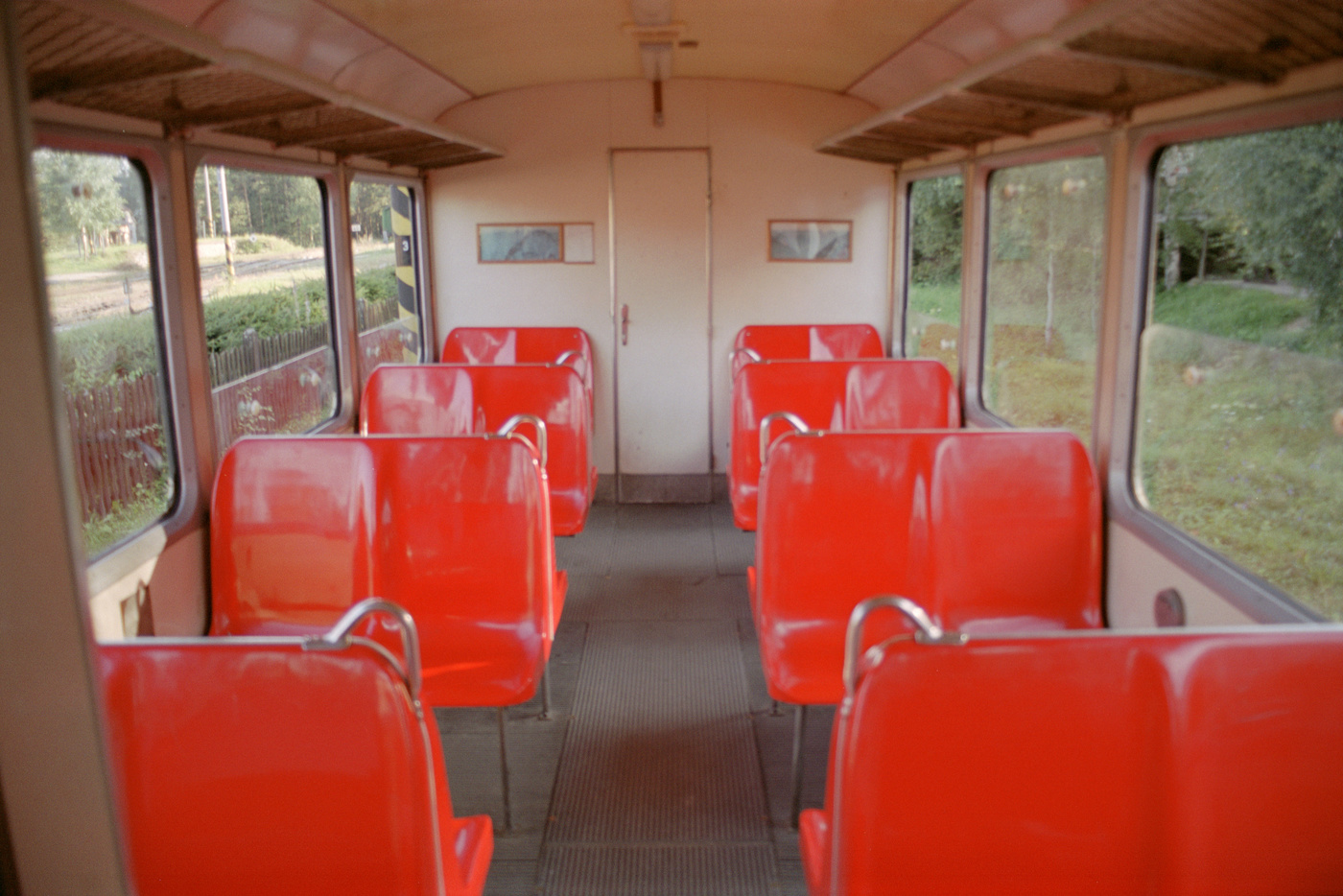
Baureihe 420.95, Fahrgastraum
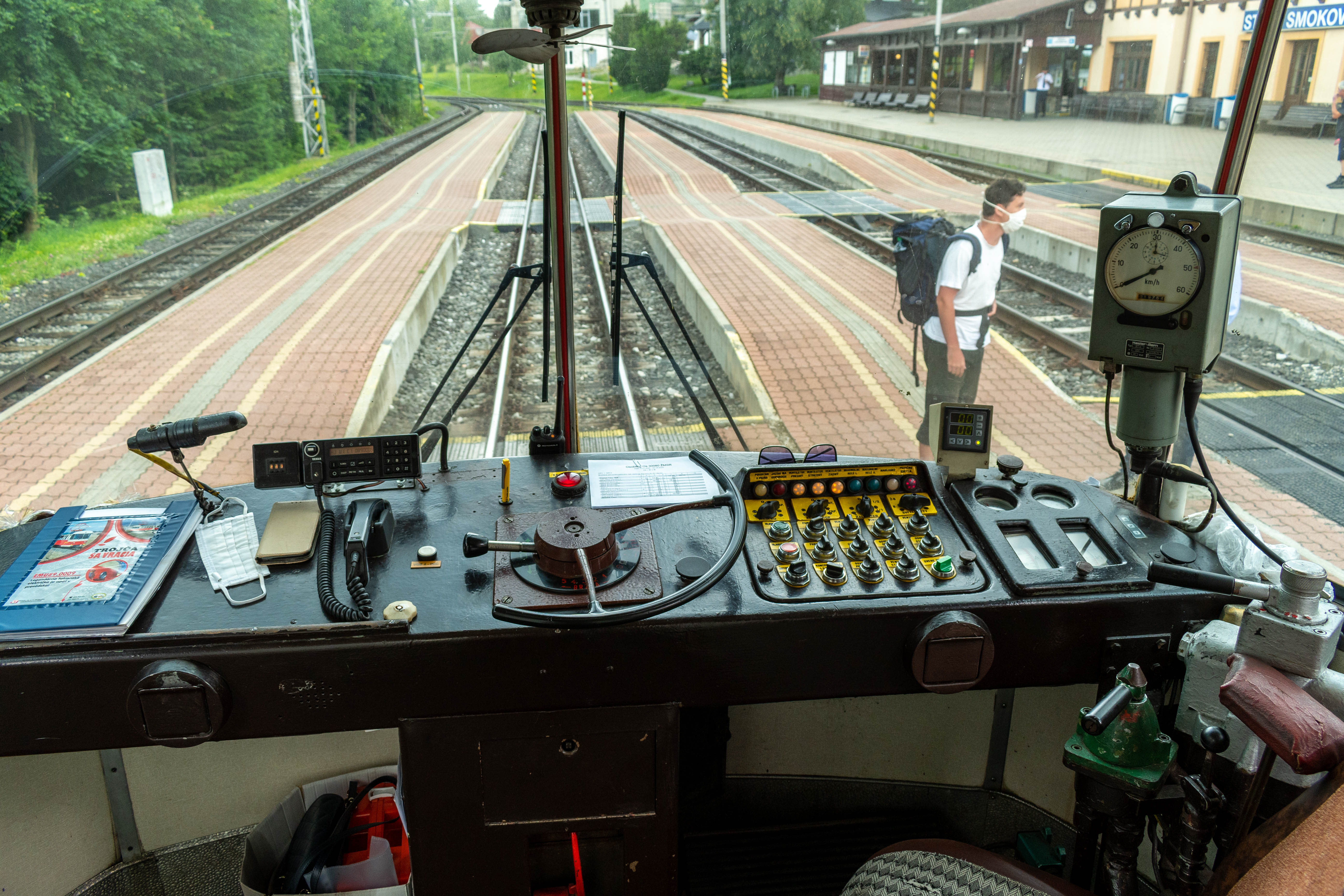
Baureihe 420.95, Führerstand
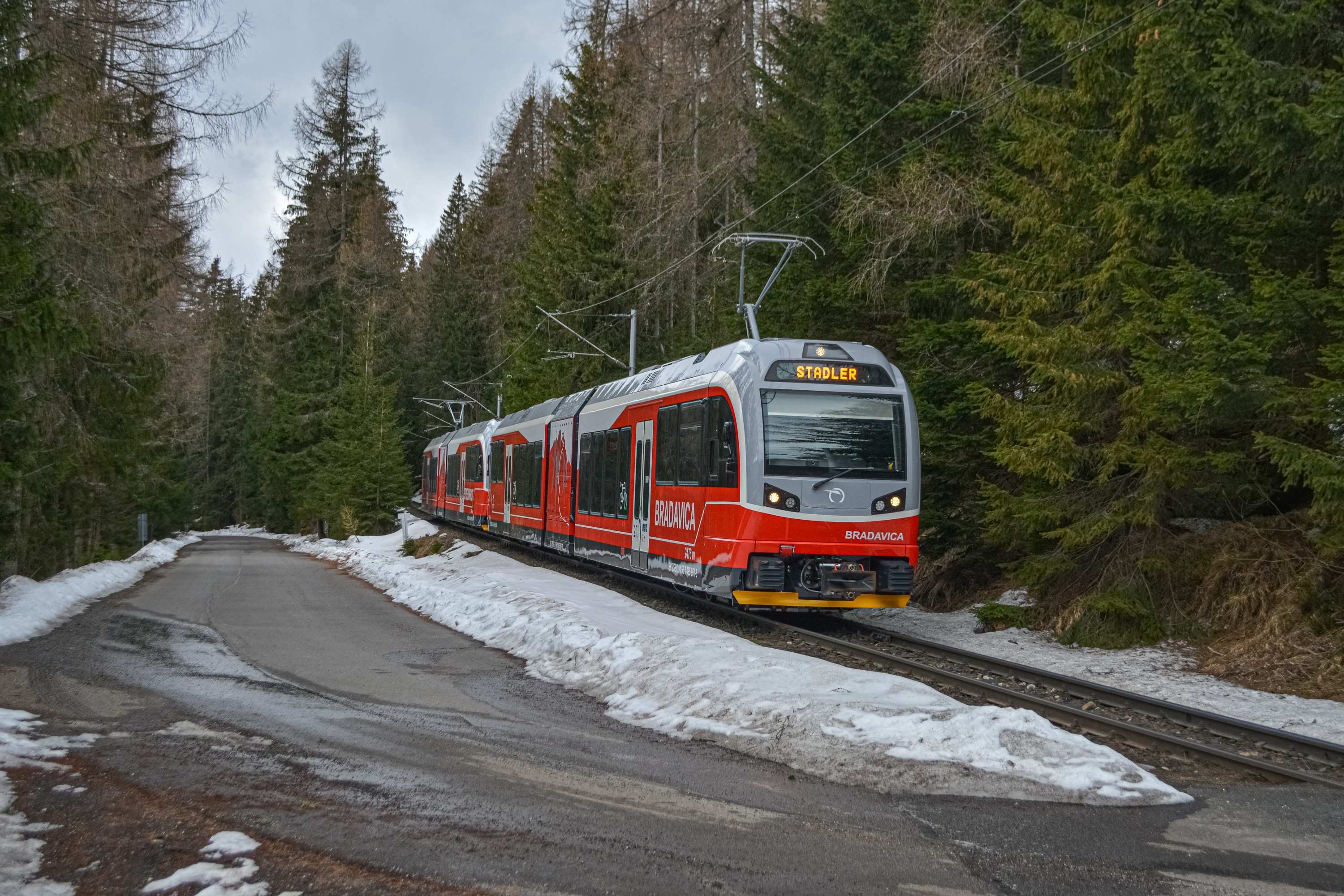
Baureihe 495.95